# Єсун-Темур
Єсун-Темур (монг. Есөн Төмөр), храмове ім'я Тайдін-ді (кит.: 泰定帝; піньїнь: Taidingdi; 28 листопада 1293 —15 серпня 1328) — шостий імператор династії Юань та великий каган Монгольської імперії.

## Життєпис
Народився у 1293 році у Монголії. Був сином Гаммала, онука Хубілая. Гаммала був джиноном на півночі Монголії. Після його смерті у 1302 році Єсун-Темур успадкував цей титул. Протягом правління Хайсан-Темура, Аюрбарібада він значно посилив свій вплив у Монголії. У 1323 році таємно взяв участь у змові проти Шідебала. Того ж року на курултаї біля берегів Керулена Єсун-Темура було оголошено новим володарем імперії. По прибуттю до Даду, столиці держави, він наказав страти учасників змови проти Шідебала, щоб відвести від себе підозру у змові проти свого попередника. Після страти основних заколотників Єсун-Темур оголосив амністію іншим їхнім прихильникам.
За його правління найбільшу вагу отримали мусульмани. За наказом імператора почали будувати багато мечетей. Водночас Єсун-Темур відмовився від переслідування конфуціанців.
Єсун-Темур провів адміністративну реформу, під час якої усю територію було поділено на 18 провінцій. На чолі їх стояли спеціальні губернатори, які підпорядковувалися центральному уряду.
У зовнішній політиці продовжував підтримуватися політики своїх попередників. Навіть зумів визнати владу  Узбек-хана, володаря Золотої Орди.
Помер Єсун-Темур у літній резиденції Шанду 15 серпня 1328 року, залишивши спадкоємцем трону свого сина Раджапіку.